# Напівзагублений
«Напівзагублений» (англ. Half Lost) — підлітковий роман 2016 року у жанрі фентезі англійської письменниці  Саллі Ґрін, третя і завершальна частина трилогії «Напівкодовий». Сиквел книг «Напівлихий» та «Напівдикий».

## Сюжет
З'ївши серце свого батька, Натан вчиться контролювати всі нові дари (невидимість, виверження вогню, зупинка часу тощо). Але для того, щоб перемогти Соула та Ловців цього замало. Натан подорожує до Америки, аби знайти могутню відьму на ймення Леджер, яка живе відлюдькуватим життя. Від неї він отримує Вурдіїн амулет, що робить його непереможним у бою, та дізнається про Сутність, яка є в землі.
Натан та всі решта учасники Альянсу Вільних Магів нападають на Білу Раду. Натанові вдається вбити Соула та Воллена. Однак, під час штурму від кулі зведеної сестри Натана — Ловчині  Джессіки — гине Габріель. Альянс зрештою перемагає та утворює Раду Правди і Примирення та Новий Ловецький Альянс, що виконує функції поліції (туди можуть вступати як Чорні маги, так і Напівкровні).
Натан усвідомлює Сутність, яка є в землі та на могилі свого коханого Габріеля перетворюється на дерево. Таким чином їхні душі поєднуються. Наприкінці книги також виявляється, що в Натана та його колишньої дівчини Анналізи народився син — Едж.

## Назва
Натан та Габріель аби розпізнаати один одного узгодили паролі. Габріель каже: «Тебе не було дуже довго.Ти загубився?», на що Натан має відповісти: «Я був поранений, а не загублений».